# Кожгареј (Олт)
Кожгареј (рум. Cojgărei) насеље је у Румунији у округу Олт у општини Топана. Oпштина се налази на надморској висини од 394 m.

## Становништво
Према подацима из 2002. године у насељу је живело 149 становника, од којих су сви румунске националности.